# Bagoas (visir)
Bagoas (f. 336 a. C.) fue un visir del imperio aqueménida. Se dice de él que fue el responsable de la muerte de los reyes Artajerjes III y Artajerjes IV. Fue ejecutado por Darío III.

## Contexto histórico
La vida de Bagoas está explicada por el historiador griego Diodoro de Sicilia. Según Diodoro, Bagoas era visir del rey persa Artajerjes III. En otras palabras, era el responsable del gobierno del imperio.
Bagoas era un eunuco y no pertenecía a ninguna familia noble persa. Es bien conocido que los miembros de la aristocracia persa que habían obtenido algún cargo importante en la corte, usaban su influencia para promocionar la carrera de sus parientes, algo que no gustaba nada a los reyes: familias demasiado poderosas podían convertirse en serios competidores al poder. Así pues, los reyes confiaban en los eunucos más que en los nobles, quienes a su vez, odiaban a los eunucos.

## Primeros pasos
Lo cierto es que el rey confiaba en Bagoas, y esto explica su ascenso al poder. Es posible que Bagoas sea el mismo personaje mencionado en fuentes judías como uno de los comandantes persas que restablecieron el orden en Judea durante el reinado de Artajerjes III. Lo que sí es seguro es que Bagoas jugó un papel importante en la campaña exitosa de Artajerjes contra el faraón egipcio Nectanebo II. Tras esta campaña, Bagoas fue recompensado con la comandancia suprema de las satrapías del este, una especia de “super-sátrapa”. Posteriormente se convirtió en visir.

## Asesino de reyes
Según Diodoro, Artajerjes oprimía a sus súbditos de forma cruel. Esta es la única razón que históricamente se ha dado como excusa para la hazaña que hizo de Bagoas un personaje famoso (o notorio): el envenenamiento de toda la familia real. Sin embargo, debe remarcarse que existe un texto cuneiforme en el Museo Británico que dice que Artajerjes falleció de causas naturales. Otro hecho que contradice las palabras de Diodoro es que gente que, según él, fue asesinada, todavía vivían en tiempos de Alejandro Magno.
El nuevo rey era un joven llamado Arsés, quien adoptó el nombre de Artajerjes IV. Arsés debió ser una marioneta en manos de Bagoas, y se debió ver forzado a recompensar a Bagoas. Probablemente la recompensa pudo ser un pequeño estado en Babilonia, famoso por sus jardines, y un palacio en Susa. Ambos son mencionados como propiedad de Bagoas.

## Aparecen los problemas
Casi inmediatamente después del ascenso al trono del nuevo rey, los problemas llegaron. Al menos dos satrapías se rebelaron: Egipto y Babilonia. Adicionalmente, el rey de Macedonia Filipo II preparaba un ataque a las posesiones persas en el Asia Menor. Su general Parmenión cruzó el Helesponto en la primavera del 336 a. C.
Bajo estas circunstancias, no es sorprendente que la nobleza persa estuviera dividida. Para ellos, era intolerable ser gobernados por un eunuco y un rey niño. El príncipe Artašata, familiar lejano de Artajerjes, parece que ejerció bastante presión. Era un hombre poderoso y un formidable guerrero, y recibió apoyo de varios nobles (por ejemplo Farnabazo III). Diodoro comenta que posiblemente Artajerjes pensara entonces en deshacerse de Bagoas, obligando al eunuco a asesinarlo en el verano del 336 a. C. Artašata se convirtió en nuevo rey bajo el nombre de Darío III. Uno de sus primeros actos fue ordenar la ejecución de Bagoas.
Así acabó la carrera de uno de los personajes más misteriosos de la historia antigua. Bagoas asesinó a Artajerjes III y Artajerjes IV y sobre él cae la responsabilidad de la crisis en Persia, la cual fue aprovechada por Filipo y por su sucesor Alejandro Magno para invadir el imperio aqueménida. El misterio es que desconocemos qué le impulsó realmente a asesinar a sus benefactores.